# Dyrektywa 2014/67/UE
Dyrektywa 2014/67/UE (dyrektywa wdrożeniowa w sprawie egzekwowania dyrektywy 96/71/WE) – dyrektywa Unijna powszechnie nazywana „dyrektywą wdrożeniową”. Treść dyrektywy systematyzuje zasady dotyczącej delegowania pracowników w ramach świadczenia usług.
Prace nad dyrektywą były burzliwe, gdyż jej pierwotna wersja w ocenie ekspertów dyskryminowała m.in. polskich przedsiębiorców delegujących pracowników za granicę. W proces zmian niekorzystnych zapisów zaangażowani byli m.in. polscy europosłowie (m.in. Danuta Jazłowiecka), Polska Izba Handlu (eksperci: Maciej Ptaszyński, Sebastian Filipek-Kaźmierczak, Radosław Gałka), Inicjatywa Mobilności Pracy. Polska Izba Handlu (PIH) 26 marca 2014 roku zdecydowała się wystosować list do Władysława Kosiniaka-Kamysz, Ministra Pracy i Polityki Społecznej, by wspomógł działania przeciw dyskryminacji polskich przedsiębiorców. Ostateczna wersja dyrektywy jest efektem dwóch lat pracy - opiniowania, dialogów, negocjacji. 
Dyrektywa wchodzi w życie w czerwcu 2016 roku. Do tego czasu kraje członkowskie muszą dostosować swoje prawo do postanowień dyrektywy.

## Pełna nazwa dyrektywy
Dyrektywa Parlamentu Europejskiego i Rady 2014/67/UE z dnia 15 maja 2014 r. w sprawie egzekwowania dyrektywy 96/71/WE dotyczącej delegowania pracowników w ramach świadczenia usług, zmieniająca rozporządzenie (UE) nr 1024/2012 w sprawie współpracy administracyjnej za pośrednictwem systemu wymiany informacji na rynku wewnętrznym („rozporządzenie w sprawie IMI”).

## Zmiany wnoszone przez dyrektywę
- Dyrektywa w sposób jednoznaczny definiuje delegowanie pracowników, blokując tym samym nadużycia wobec zatrudnionych.
- Szczegółowo opisuje metody i organy kontroli, które Państwa członkowskie będą musiały respektować.
- Dla firm wysyłających pracowników, wprowadzono obowiązek posiadania przedstawiciela w kraju, do którego deleguje się zatrudnionych. Taka osoba będzie odpowiedzialna za dokumentację, kontakty z władzami czy wypłatę wynagrodzeń.
- W sektorze budownictwa, wprowadzono zasadę, która mówi o tym, że za zaniechania związane z wypłatą wynagrodzenia w równym stopniu odpowiada wykonawca i podwykonawca.
- Kraje członkowskie muszą zadbać o łatwiejszy dostęp do informacji dotyczący warunków pracy, warunków socjalnych oraz sposobów składania skarg dla obcokrajowców. W związku z tym, mają zostać uruchomione krajowe strony internetowe w językach najliczniejszych grup pracowników delegowanych.
- Instytucje państw członkowskich mają obowiązek współpracy w sprawach dotyczących ścigania nielegalnego zatrudnienia[7].